# Лубяне
Лубяне (пол. Łubiane) — село в Польщі, у гміні Грабово Кольненського повіту Підляського воєводства.
Населення — 47 осіб (2011).
У 1975-1998 роках село належало до Ломжинського воєводства.

## Демографія
Демографічна структура станом на 31 березня 2011 року:
|          | Загалом | Допрацездатний вік | Працездатний вік | Постпрацездатний вік |
| -------- | ------- | ------------------ | ---------------- | -------------------- |
| Чоловіки | 18      | 6                  | 11               | 1                    |
| Жінки    | 29      | 8                  | 16               | 5                    |
| Разом    | 47      | 14                 | 27               | 6                    |